# رستمی (بوالخیر تنگستان)
رستمی، بندری است از توابع بخش دلوار در شهرستان تنگستان استان بوشهر ایران.
این بندر از غرب به دریای خلیج فارس و از شرق به رشته کوه‌های مند ختم می‌شود. همچنین از شمال با روستای بربو و بوجیکدان از جنوب با روستای گهی (گاهی) همسایه است.
در محلهٔ شمالی این روستا باغ شلیدان که نام قدیمی آن حسین‌آباد است قرار دارد. 

از نظر آموزشی: این بندر دارای مدرسه راهنمایی پسرانه دکتر حسابی، دبستان حجت، دبستان شهید فرهمند و مدرسه راهنمایی دخترانه ام‌السلمه می‌باشد.

از نظر صنعتی: شرکت پاوره و لنج‌سازی که در قسمت جنوبی بندر و شرکت شیل گستر و یخ‌سازی که داخل بندر و کارخانه پودر ماهی. غذای دام طیور در شمال بندر واقع شده‌است باعث اشتغال زایی بسیاری از جوانان بندر و روستاهای هم جوار شده‌است.

از نظر فرهنگی و مذهبی: دارای ۳ مسجد یکی در شمال بندر بنام ابوالفضل که در باغ شلیدان می‌باشد و دیگری در وسط بندر بنام فاطمیه و یکی دیگر هم در جنوب بندر بنام موسی الجعفر می‌باشد و دارای دو حسینیه بنام سیدالشهدا در وسط بندر مسلم بن عقیل در شمال بندر محله باغ شلیدان و قدمگاه زین العابدین در قسمت جنوبی بندر در کنار ساحل و قدمگاه خواجه خضر در شمال بندر واقع شده‌است.

از نظر اقتصادی: دارای یک بانک کشاورزی و از نظر صیادی: دارای تعاونی صیادی و اداره شیلات تنگستان و دشتی و اسکله‌ای که دو حوضچه بزرگ را داراست و دومین اسکله بزرگ استان بوشهر نیز می‌باشد.

## جمعیت
این بندر بر اساس سرشماری سال ۱۳۸۵ جمعیت آن ۱۴۲۷نفر (۳۴۱خانوار) بوده‌است.